# Cheilosia rotundiventris
Cheilosia rotundiventris är en tvåvingeart som först beskrevs av Becker 1894.  Cheilosia rotundiventris ingår i släktet örtblomflugor, och familjen blomflugor.
Artens utbredningsområde är Italien. Inga underarter finns listade i Catalogue of Life.